# Шмальфельд
Шмальфельд (нем. Schmalfeld) — община в Германии, в земле Шлезвиг-Гольштейн. 
Входит в состав района Зегеберг. Подчиняется управлению Кальтенкирхен-Ланд.  Население составляет 1892 человека (на 31 декабря 2010 года). Занимает площадь 19,32 км².